# Bundesstraße 250
Bundesstraße 250 (Abkürzung: B 250) ist der Name zweier Bundesstraßen in Deutschland.
Dass es die Bundesstraße 250 zweimal gibt, ist ein politisches Kuriosum, das durch die deutsch-deutsche Teilung entstand. Sie ist eine der wenigen deutschen Bundesstraßen, deren Nummer (zur gleichen Zeit) mehrfach vergeben ist. So wurde bei der Einteilung der Reichsstraßen 1932 zunächst der Straße von Wanfried nach Creuzburg die Nummer 250 gegeben. Da sie aber nur 17 Kilometer lang war und 1945 auch noch von der innerdeutschen Grenze durchschnitten wurde, beschloss man im Jahr 1952 seitens der DDR-Verwaltung, die Fernverkehrsstraße (DDR-Gegenstück zur westdeutschen Bundesstraße), welche vollständig im Grenzgebiet lag und deswegen nicht ohne Genehmigung befahren werden durfte, aufzulösen. Im selben Jahr wurde Nebra im heutigen Sachsen-Anhalt (damals Bezirk Halle) Kreisstadt. In der DDR war es gewünscht, dass jede Kreisstadt über mindestens eine Fernverkehrsstraße erreichbar sein sollte. Da Nebra aber noch nicht über eine solche verfügte, beschloss man, die Straße von Querfurt im Norden nach Eckartsberga im Süden zur Fernverkehrsstraße zu erheben und auszubauen. So entstand die dann einzige F 250 in der DDR. Nach der Wiedervereinigung 1990 wurde im Rahmen von Infrastrukturverbesserungsmaßnahmen im ehemaligen Grenzgebiet die alte Straße Nummer 250 durch Treffurt als B 250 wiederbelebt. Andererseits blieb die Straße von Querfurt nach Eckartsberga ebenfalls mit der Bezeichnung B 250 bestehen, und so gibt es heute zwei Bundesstraßen mit der Nummer 250 in Deutschland.

## B250 (Wanfried – Treffurt – Creuzburg)
Die Bundesstraße 250 ist eine 17 Kilometer lange Bundesstraße in Osthessen und Westthüringen.
Sie beginnt an der B 249 (Eschwege – Mühlhausen) in Wanfried (Werra-Meißner-Kreis, Hessen). Sie verlässt die Stadt in südlicher Richtung und verläuft im Werratal ins sieben Kilometer entfernte Treffurt (Wartburgkreis, Thüringen). Zwischen 1952 und 1990 war die Bundesstraße an der innerdeutschen Grenze unterbrochen; es gab hier auch keinen Grenzübergang. Südlich der Altstadt von Treffurt führt die B 250 über eine 1998 fertiggestellte Werrabrücke und über die Stadtteile Schnellmannshausen und Volteroda wiederum nach Süden. Sie endet anschließend am ehemaligen Rasthaus Roter Kopf und mündet dort zwischen Creuzburg und Ifta in die B 7 (Eisenach – Kassel). Die verkehrsmäßige Bedeutung dieser kurzen Bundesstraße ist jedoch eher gering.

## Galerie

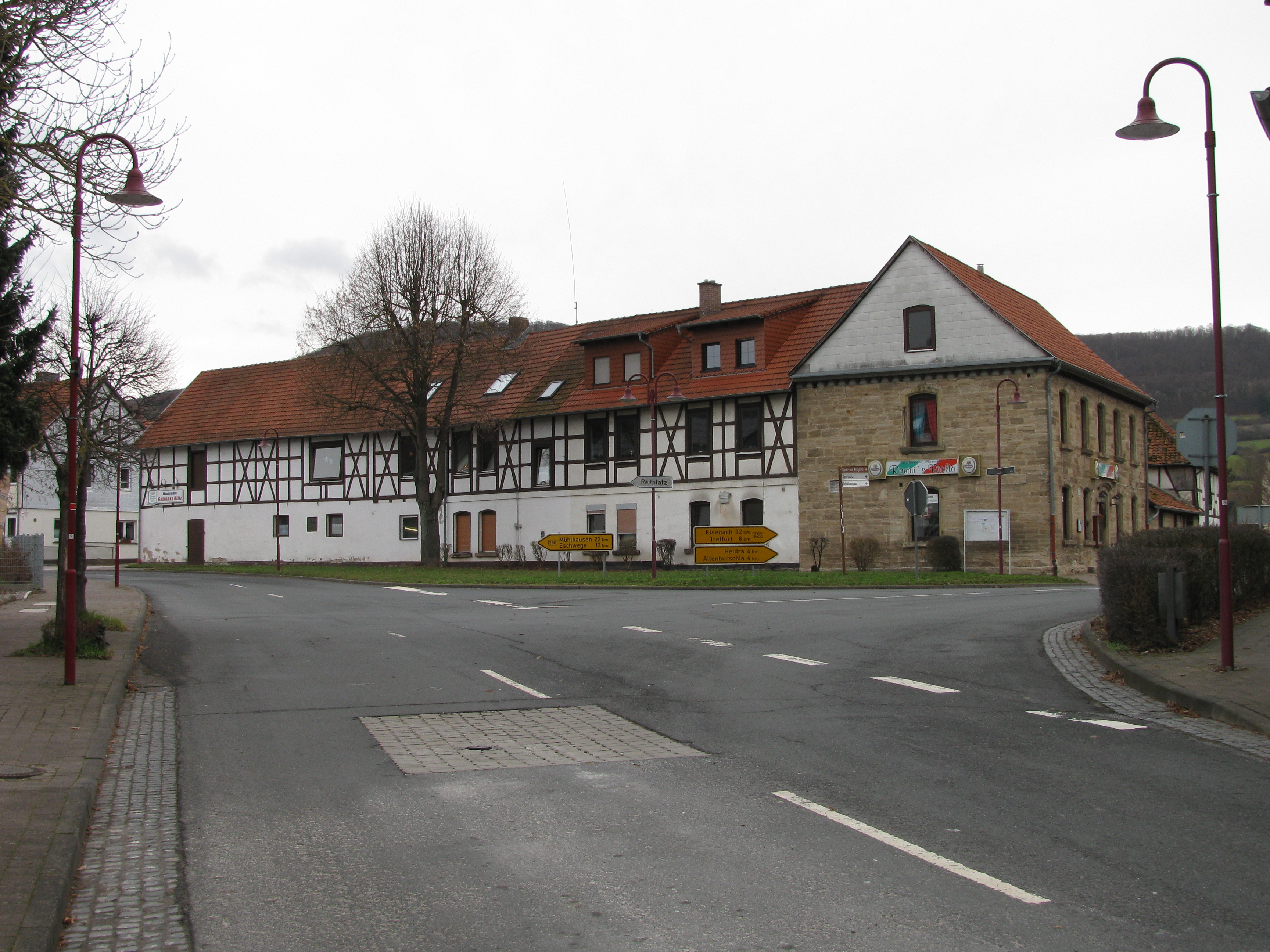
Die B 250 in Wanfried
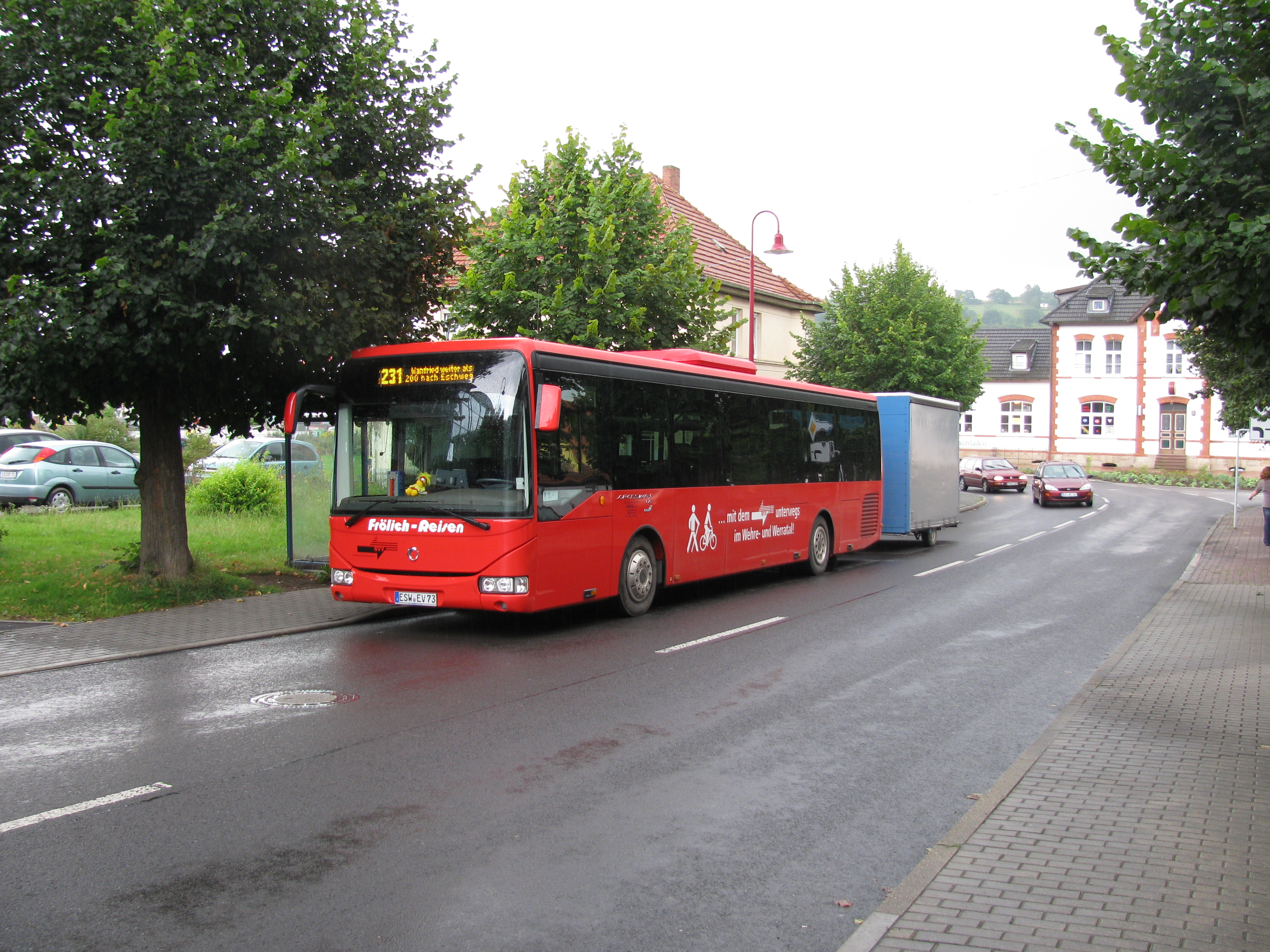
Busverkehr auf der B 250 in Treffurt
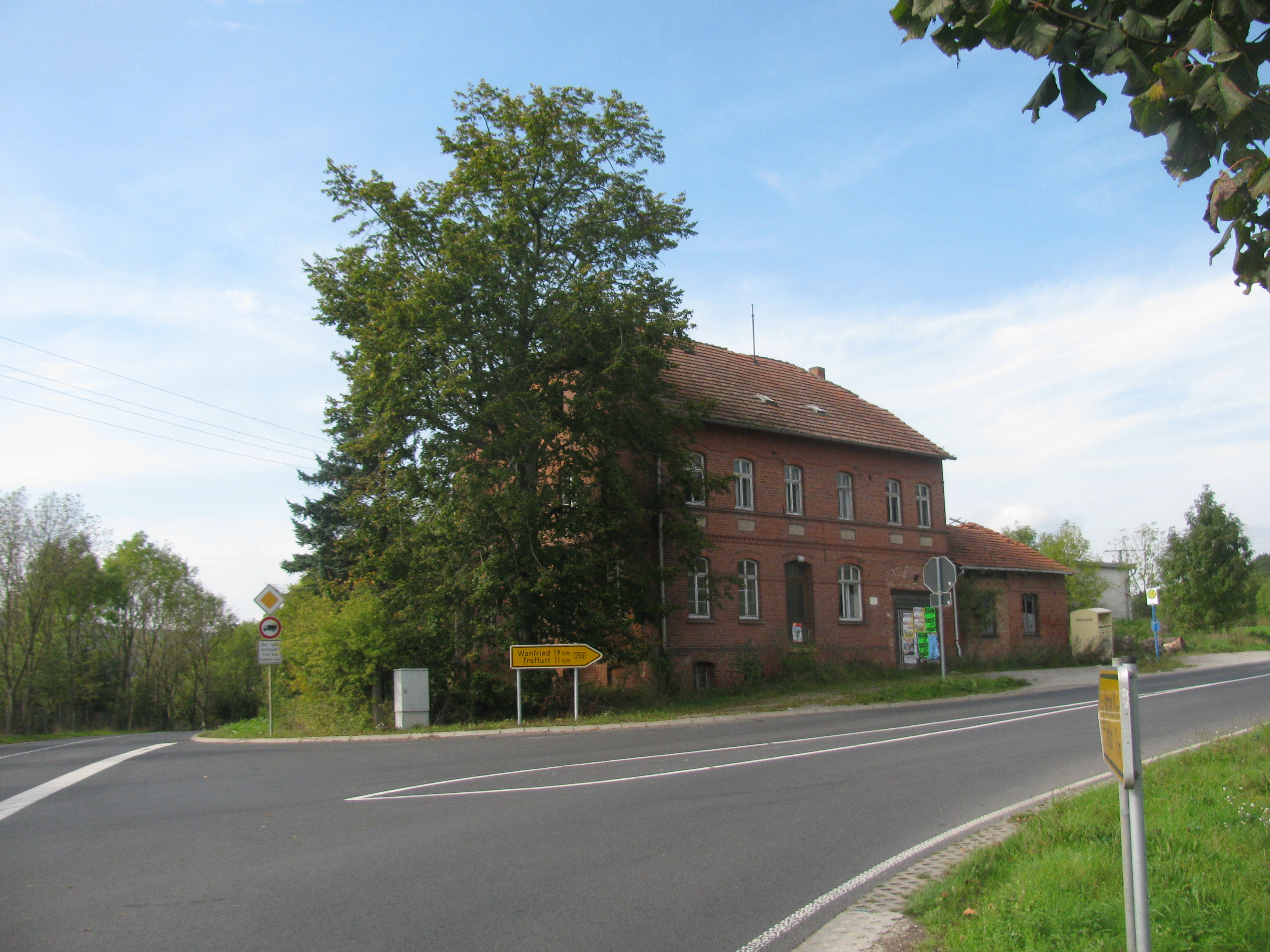
Mündung der Bundesstraße 250 auf die B 7 bei Creuzburg
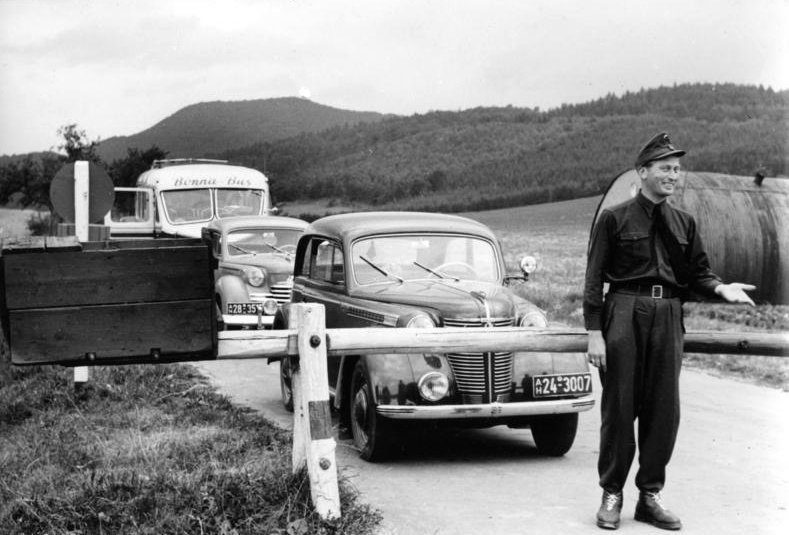
Schlagbaum an der innerdeutschen Grenze bei Heldra im Jahr 1952

## B 250 (Querfurt – Nebra – Bad Bibra – Eckartsberga)
Die Bundesstraße 250 ist eine 38 Kilometer lange Bundesstraße im Südwesten von Sachsen-Anhalt.
Sie beginnt an der B 180 (Eisleben – Naumburg (Saale)) südlich von Querfurt. Hier ist eine Ortsumfahrung seit 2006 fertig. Die B 250 verlässt die Stadt in südlicher Richtung. Nach etwa zehn Kilometern erreicht sie das Tal der Unstrut, in dem sie weitere drei Kilometer flussaufwärts verläuft. Dort führt sie über eine Brücke nach Nebra, einer Kleinstadt, die von 1952 bis 1994 Kreisstadt war und die durch die dort gefundene Himmelsscheibe von Nebra bekannt wurde. Sie verlässt die Stadt in südlicher Richtung und steigt aus dem Tal der Unstrut auf das Saale-Unstrut-Triasland (eine geologische Hügelformation) auf. Dort trifft sie nach 13 Kilometern in Bad Bibra auf die B 176 (Sömmerda – Weißenfels). Nachdem sie die Stadt verlassen hat, führt sie noch einmal etwa zwölf Kilometer über das Saale-Unstrut-Triasland mit seinen Weinbergen, bevor sie in Eckartsberga an der B 87 (Apolda – Naumburg (Saale)) endet.

## Galerie

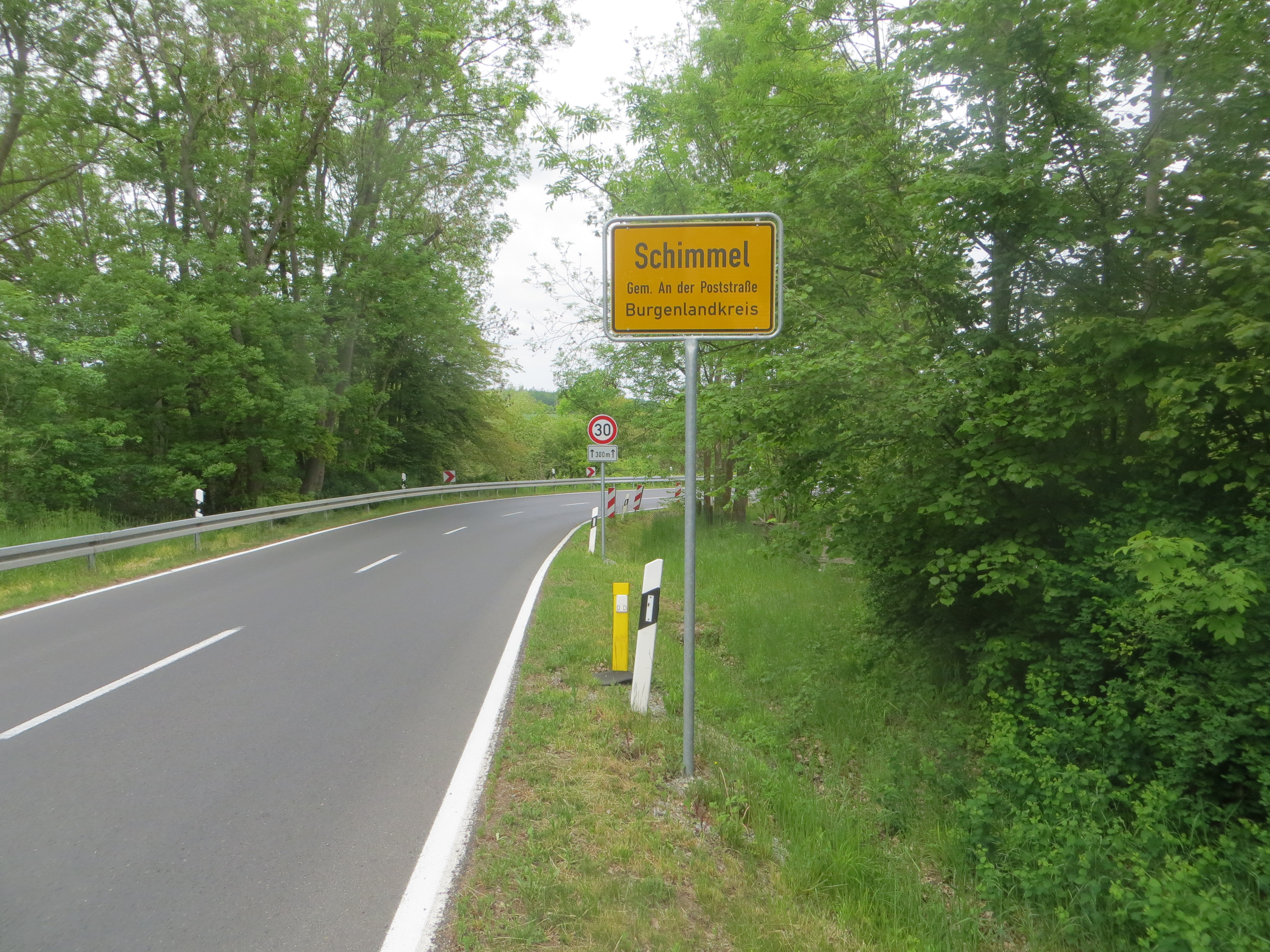
Die B 250 in Schimmel
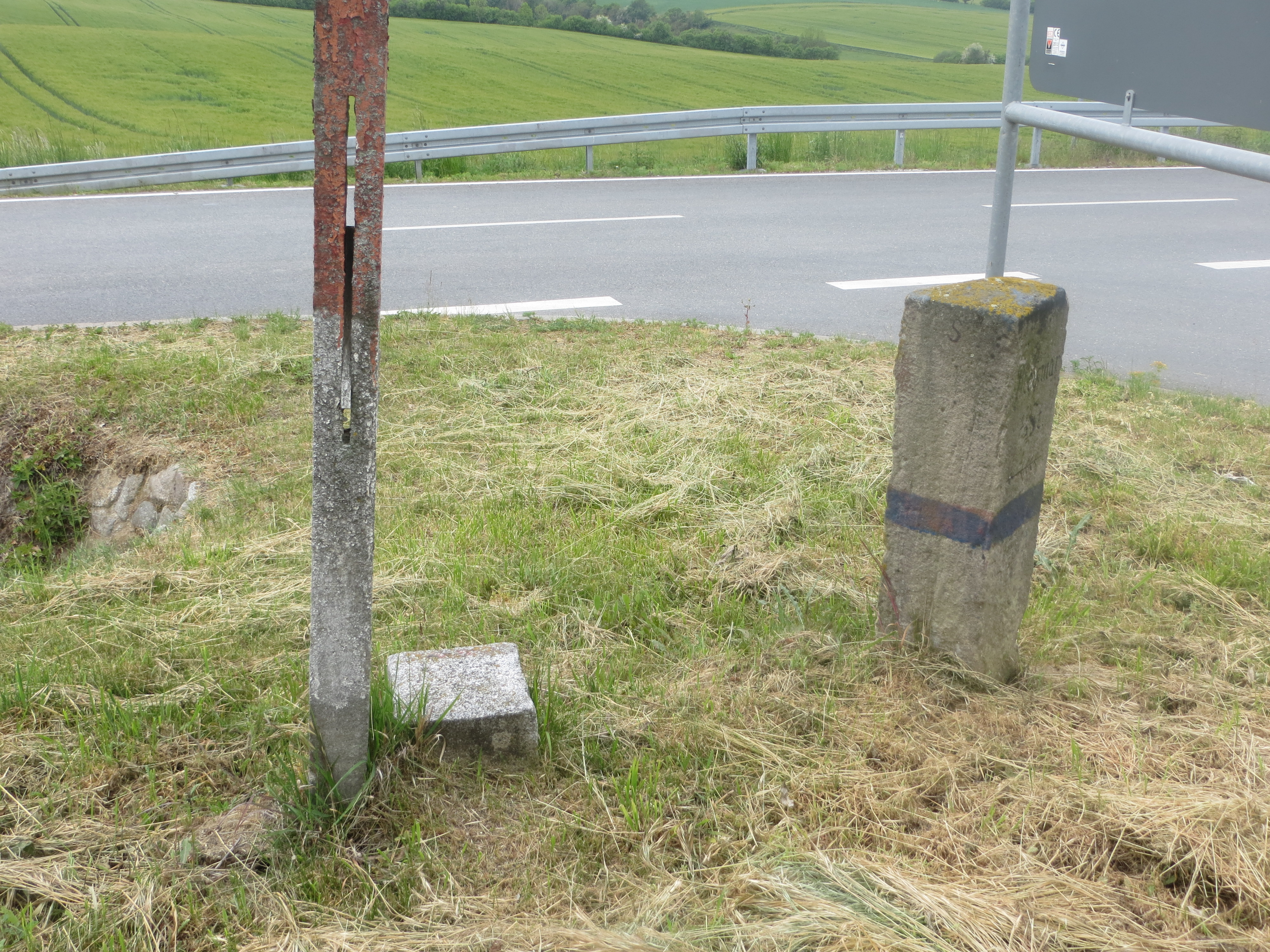
Alter Wegweiserstein an der Bundesstraße in der Nähe von Steinbach bei Bad Bibra
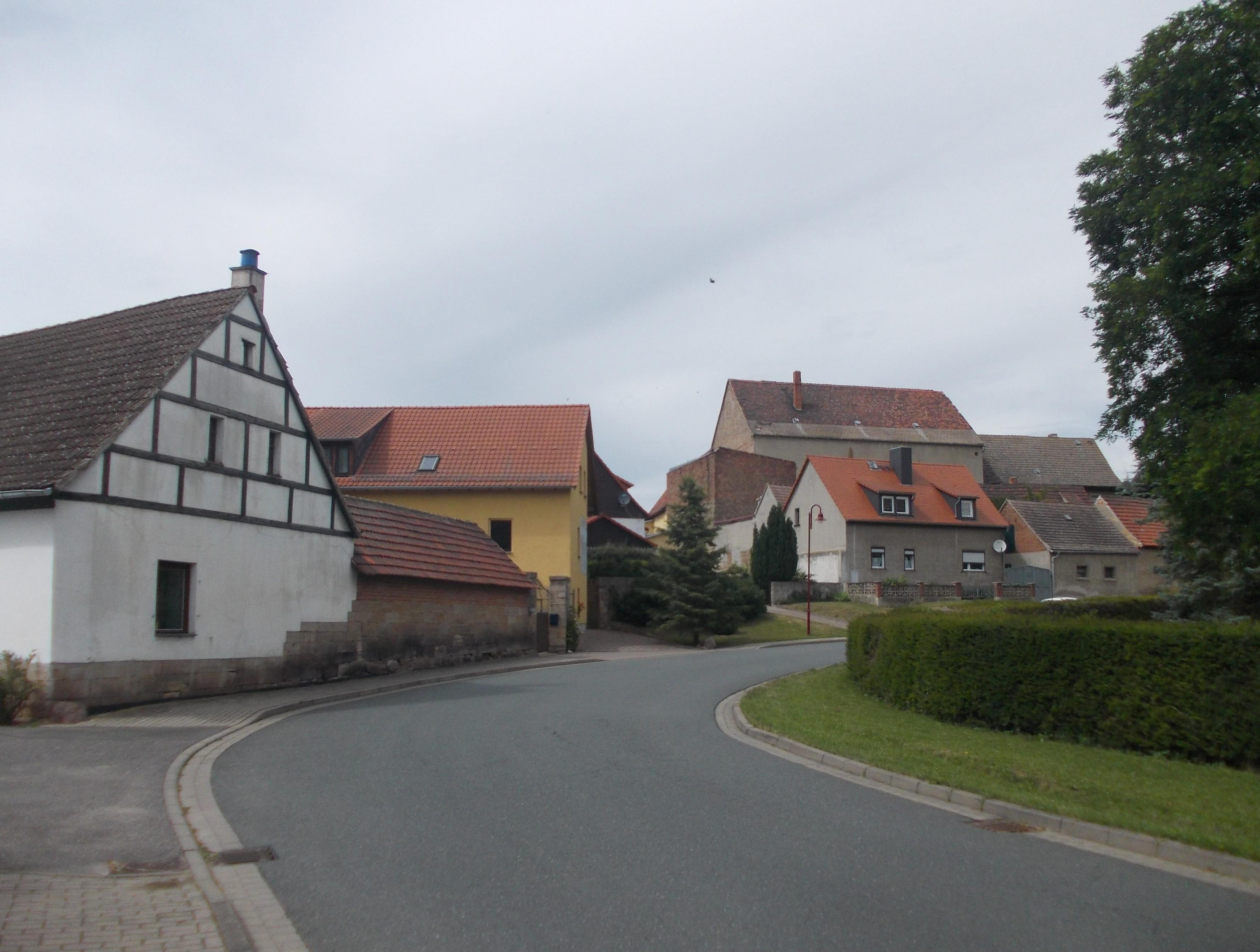
Ortsdurchfahrt in Wippach